# ريتشارد ماسولين
ريتشارد ماسولين (بالفرنسية: Richard Massolin)‏ (21 فبراير 1976) لاعب كرة قدم فرنسي معتزل كان يجيد اللعب في خط الدفاع.

## روابط خارجية
- ريتشارد ماسولين على موقع قاعدة بيانات كرة القدم.إي يو (الإنجليزية)
- ريتشارد ماسولين على موقع ليكيب (الفرنسية)
- ريتشارد ماسولين على موقع ناشيونال فوتبول تيمز (الإنجليزية)